# HS Produkt
La firma HS Produkt d.o.o. es una empresa croata fabricante de armas de fuego, que es conocida por diseñar y producir los fusiles del modelo VHS, que son los fusiles de asalto en servicio de las tropas del Ejército de Croacia en las misiones internacionales Fuerza de Implementación IFOR y Fuerza Internacional de Asistencia para la Seguridad ISAF en la ex-Yugoslavia y en Afganistán, respectivamente.

## Historia

### Inicios
HS Produkt fue fundada inicialmente como IM Metal en 1990, durante el inicio de los cambios de orden y estatus político en la antigua Yugoslavia que dieron origen luego a la existencia de la República de Croacia. La sede inicial de la compañía estaba situada en el pueblo de Ozalj, Croacia, localizado a 50 kilómetros al suroeste de la ciudad capital; Zagreb, y en el año 2000 fue trasladada hacia las nuevas instalaciones construidas en Karlovac.
A principios del año 2001, siguiendo el éxito comercial de su pistola HS 2000 en el mercado de armas a nivel mundial, la compañía cambió su nombre a HS Produkt. Las actuales instalaciones de producción de HS Produkt tienen una capacidad instalada para fabricar cerca de 30 000 pistolas mensuales pudiéndose aumentar continuamente la producción de ser necesario; y el 90 % de su producción tiene como destino la exportación, en especial hacia el mercado de armas de los Estados Unidos. Su número de empleados ha variado a lo largo de su historia, yendo de los 80 en el año 2000, hasta los cerca de 1000 que había en el año 2007, haciendo de la firma HS Produkt el mayor empleador del condado de Karlovac.
Los fundadores y copropietarios de HS Produkt, Ivan Žabčić y Marko Vuković, ambos son ingenieros especializados en ingeniería y diseño mecánico; Vuković es el diseñador en jefe detrás de la mayoría del éxito en los productos comercializados por la compañía. Vuković a su vez tiene una larga experiencia en combate y es un excombatiente de la guerra de independencia de Croacia, en la cual fue herido en dos ocasiones.

## Productos

### Primeros productos
El primer diseño de la compañía fue una pistola semiautomática, designada como PHP (en croata: Prvi hrvatski pištolj, Primer Pistola Croata), fabricada de 1991 a 1994. Se tomó como base de su diseño la Walther P38, pero introdujo ciertas características provenientes de la Beretta 92. Su segundo modelo fue la HS95, descrita según los expertos como una copia sin licencia de la pistola SIG Sauer P226 con ciertos aspectos exteriores que la diferencian de la original. Al estar completamente hechas en metal, dichas pistolas suelen ser consideradas como diseños sólidos, pero al ser diseños primitivos, están llenas de defectos que hacen de su calidad algo dudoso, porque en gran parte las mismas eran construidas en una Croacia convulsa por la guerra.

#### Pistola HS2000

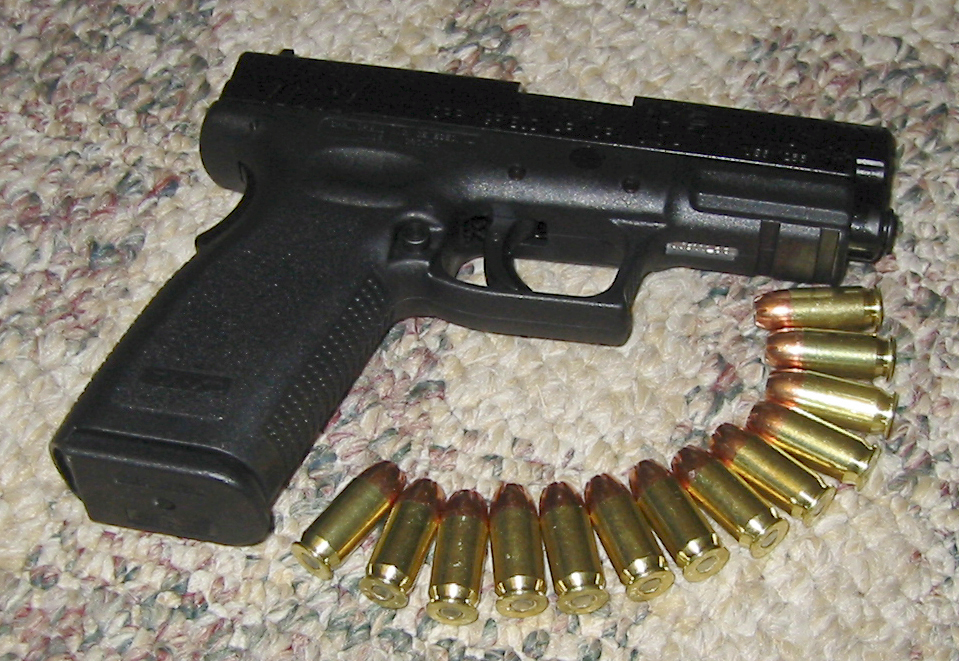
Una pistola calibre .45 ACP HS2000 (comercializada en EE. UU. como Springfield Armory XD).

La pistola HS2000 es el producto más exitoso de la firma. Su marco está hecho en polímero, y es una pistola de tipo semiautomática, es la tercera pistola diseñada por HS Produkt de fabricación en serie. Su desarrollo se hizo sobre la base de las experiencias de producción obtenida durante el proceso de desarrollo de sus anteriores productos, y de lo aprendido durante la guerra croata de independencia. Su comercialización es hecha por Springfield Armory, Inc. en los Estados Unidos bajo el nombre Springfield XD (eXtreme Dura).
Esta pistola hoy día es el arma personal estándar de las fuerzas militares de Croacia, así como de la Policía de Croacia., y gracias a su fiabilidad se ha hecho un nicho de mercado propio.[cita requerida] Para el año 2007, más de 500 000 pistolas se han comercializado en los Estados Unidos, donde se ha hecho popular tanto en el mercado civil como en los cuerpos de policía estatales.

#### Fusil VHS

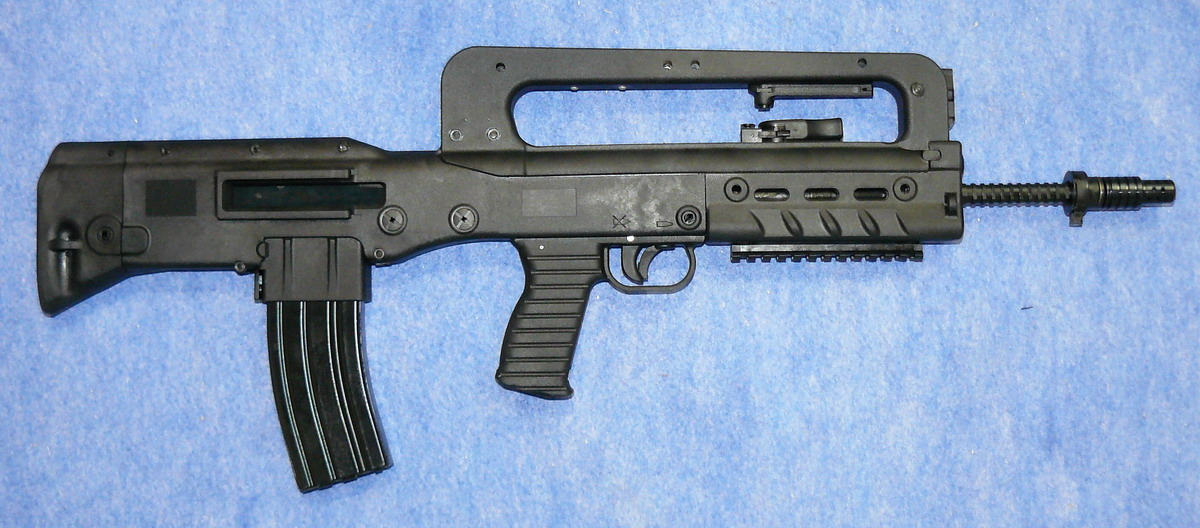
Un fusil de asalto VHS.

El más reciente de los productos anunciado por HS Produkt es el fusil de asalto VHS, calibrado para el cartucho 5.56x45mm OTAN, y de configuración bullpup, contando con un selector de cadencia. Fue presentado en el año 2007 en la feria iKA, la cual es la convención anual de la industria croata, que tiene sede en la ciudad de Karlovac. Su desarrollo es llevado a cabo teniendo presentes las necesidades del ejército croata para el programa de desarrollo de equipos para su programa de infantería del futuro, y equipar individualmente a sus tropas con armas hechas bajo estándares de la OTAN.
Su producción ya supera las 30 000 unidades, y su aspecto exterior se asemeja al FAMAS francés, pero para otros expertos en armas es muy semejante al Tavor israelí.
El 19 de noviembre de 2007, el gobierno de Croacia; desde el Ministerio de Defensa se hizo un pedido por un lote experimental de 50 fusiles VHS para el contingente de la ISAF croata desplegado en Afganistán, junto al contingente multinacional ISAF. La producción en serie se inició a fines del año 2008, después de concluirse las pruebas de campo. Otras naciones, incluidas Kuwait y Venezuela han dejado ver su interés por adquirir este diseño.
El 12 de mayo de 2009, el Ministro de Defensa croata Branko Vukelic confirmó que las positivas experiencias obtenidas durante la operación del arma tras las pruebas de estrés y de tortura hechas sobre el fusil lo hicieron apto para el servicio, y el 15 de mayo se hizo oficial la firma de un contrato con HS Produkt para la adquisición de más de 20 000 armas en sus conjuntos (en sus diferentes versiones), cada una con un precio promedio de kn 10 700 (unos US$ 1950).